# قطعنامه ۱۹۱ شورای امنیت
قطعنامه ۱۹۱ شورای امنیت سازمان ملل متحد که در تاریخ ۱۸ ژوئن ۱۹۶۴ تصویب شد، سندی بین‌المللی دربارهٔ سؤال در رابطه با به سیاست‌های دولت جمهوری آپارتاید آفریقای جنوبی است. این قطعنامه طی نشست ۱۱۳۵ام با ۸ موافق، ۰ مخالف و ۳ ممتنع تصویب شد.